# San José Barroso
San José Barroso är en ort i Mexiko.   Den ligger i kommunen San Salvador el Seco och delstaten Puebla, i den sydöstra delen av landet, 160 km öster om huvudstaden Mexico City. San José Barroso ligger 2 361 meter över havet och antalet invånare är 534.
Terrängen runt San José Barroso är platt åt nordväst, men åt sydost är den kuperad. Runt San José Barroso är det ganska tätbefolkat, med 96 invånare per kvadratkilometer. Närmaste större samhälle är San Salvador El Seco, 6,5 km söder om San José Barroso. Omgivningarna runt San José Barroso är en mosaik av jordbruksmark och naturlig växtlighet.